# 海林北站
海林北站是哈牡客运专线上的高铁站，于2018年12月26日启用，由中国铁路哈尔滨局集团有限公司管辖。

## 歷史
- 2018年12月26日启用。